# Джулія Луїс-Дрейфус
Джулія Скарлет Елізабет Луїс-Дрейфус (англ. Julia Scarlett Elizabeth Louis-Dreyfus; нар. 13 січня 1961, Мангеттен, США) — американська акторка, продюсерка та співачка. Закінчила Північно-Західний університет.

## Вибіркова фільмографія
| Рік       |    | Українська назва                | Оригінальна назва                     | Роль                        |
| --------- | -- | ------------------------------- | ------------------------------------- | --------------------------- |
| 1986      | ф  | Троль                           | Troll                                 | Жанетт Купер                |
| 1986      | ф  | Ганна та її сестри              | Hannah and Her Sisters                | Мері                        |
| 1986      | ф  | Душевна людина                  | Soul Man                              | Ліза Стімсон                |
| 1989      | ф  | Різдвяні канікули               | National Lampoon's Christmas Vacation | сусідка                     |
| 1993      | ф  | Джек-ведмежа                    | Jack the Bear                         | Пеггі Етінгер               |
| 1994      | ф  | Норт                            | North                                 | мати Норт                   |
| 1997      | ф  | День батька                     | Fathers' Day                          | Керрі Ловренс               |
| 1997      | ф  | Розбираючи Гаррі                | Deconstructing Harry                  | Леслі                       |
| 1998      | мф | Життя комах                     | A Bug's Life                          | Кронпринцеса Атта (голос)   |
| 2002—2003 | с  | Спостереження за Еллі           | Watching Ellie                        | Еллі Ріґґз                  |
| 2013      | мф | Літачки                         | Planes                                | Рошель (голос)              |
| 2013      | ф  | Досить слів                     | Enough Said                           | Єва                         |
| 2020      | ф  | Швидкісний спуск                | Downhill                              | Біллі Стентон               |
| 2020      | мф | Уперед                          | Onward                                | Лорел Стрімкун (голос)      |
| 2021      | с  | Сокіл та Зимовий солдат         | The Falcon and the Winter Soldier     | Валентина Аллегра де Фонтен |
| 2021      | ф  | Чорна вдова                     | Black Widow                           | Валентина Аллегра де Фонтен |
| 2022      | ф  | Чорна пантера: Ваканда назавжди | Black Panther: Wakanda Forever        | Валентина Аллегра де Фонтен |
| 2023      | ф  | Ваші і наші                     | You People                            | Шеллі                       |
| 2025      | ф  | Громовержці                     | Thunderbolts*                         | Валентина Аллегра де Фонтен |